# Середній Алеус
Середній Алеус (рос. Средний Алеус) — село у Ординському районі Новосибірської області Російської Федерації.
Входить до складу муніципального утворення Устюжанінська сільрада. Населення становить 201 особа (2010).

## Історія
Згідно із законом від 2 червня 2004 року органом місцевого самоврядування є Устюжанінська сільрада.

## Населення
| 2002 | 2007 | 2010 |
| ---- | ---- | ---- |
| 290  | ↘272 | ↘201 |